# Goniobranchus fidelis
Goniobranchus fidelis (Kelaart, 1858) è un mollusco nudibranchio della famiglia Chromodorididae.

## Descrizione
Mantello di colore bianco crema, bordo di colore arancio-rosso, Tra il bordo e il centro del mantello corre una sottile linea viola-rosso. La banda arancio-rossa si protende a tratti verso il centro del corpo. Fino a 20–25 mm. Rinofori e ciuffo branchiale di colore nero, piede bianco.

## Biologia
Si nutre di spugne della specie Aplysilla violacea (Darwinellidae).

## Distribuzione e habitat
Specie diffusa nell'Oceano Indo-Pacifico.